# Guarda giù dalla pianura
Guarda giù dalla pianura è un album degli Stormy Six, pubblicato dalla Ariston Records nel novembre del 1973. Il disco fu registrato presso gli Studi Ariston di Milano (Italia) da Gianni Prudente.

## Tracce
Lato A
1. Guarda giù dalla pianura – 1:28 (Michele Luciano Straniero, Tradizionale, Vitavisia (Giovanna Marini))
2. Union Maid – 3:03 (Woody Guthrie)
3. Otan xtupesis duo fores – 3:02 (Mikis Theodorakis)
4. Cuba sì, yanquis no – 2:44 (Alejandro Gómez Roa)
5. The Ballad of Ho Chi Minh – 3:33 (Ewan Mac Coll)

Lato B
1. Leaving Belfast Town – 3:18 (Barney McIlvogue)
2. Cançion del poder popular – 2:39 (Luis Advis, Julio Rojas)
3. Do Re Mi – 3:05 (Woody Guthrie)
4. Brother, Did You Weep? – 1:49 (Ewan MacColl)
5. Per i morti di Reggio Emilia – 3:27 (Fausto Amodei)

## Musicisti
- Franco Fabbri - chitarre, voce
- Umberto Fiori - chitarra, voce
- Carlo De Martini - sassofono, violino, viola, mandolino, chitarra acustica
- Tommaso Leddi - violino, mandolino, balalaica, chitarra acustica
- Luca Piscicelli - basso, voce
- Antonio Zanuso - batteria, percussioni
- Giorgio Albani - tecnico del suono

Ospiti
- Giorgio Kochinos (Spiros Nicolaou) - voce (Cuba sì, yanquis no), coro (Per i morti di Reggio Emilia)[1]